# L'Invasion de la mer
L'Invasion de la mer est un roman d'aventures de Jules Verne, paru en 1905.

## Historique
Ce roman, parfois présenté comme le dernier roman de Jules Verne (décédé le 24 mars 1905), est, en fait, le dernier dont l'écrivain a pu corriger les épreuves imprimées. Verne l'avait initialement baptisé La Mer saharienne. Son titre définitif est sans doute du cru de l'éditeur, Hetzel fils. Ce n'est ni la première ni la seule incursion de l'éditeur dans l'œuvre. Jules Verne rend le manuscrit le 15 octobre 1904, puis les épreuves corrigées le 12 décembre. Le roman commence à paraître en feuilleton en janvier 1905 dans le Magasin d'éducation et de récréation. Le feuilleton se termine le 1er août de la même année. La première édition en volume date de fin 1905.

## Genèse du roman
L'Invasion de la mer, roman qui se déroule en Tunisie, évoque un projet authentique, représentatif de l'esprit colonial français. Dans les années 1880, François Élie Roudaire projette de noyer une partie du désert du Sahara sous les eaux de la Méditerranée, en creusant un canal depuis le golfe de Gabès jusqu'aux chotts (via le chott el-Jérid). Le projet finit par être abandonné en raison des difficultés, mais Jules Verne lui donne une suite romanesque.

## Résumé
M. de Schaller, un ingénieur, est chargé par une société « française de la mer saharienne » de relancer le projet de l'irrigation du Sahara.
Les autochtones, à la tête desquels se sont portés des Touaregs expatriés, lui sont farouchement opposés. Leur chef, Hadjar, vient d'être fait prisonnier et doit être jugé à Tunis mais, grâce à la complicité de sa tribu, de sa mère et de ses frères, il s'évade à temps et rejoint le désert.
C'est donc sous protection que M. de Schaller, suivi de son domestique M. François, inspecte les rives de la future mer pour en vérifier la solidité et prévoir l'implantation des ports. Dans l'escorte, pour commander les spahis, se trouvent le capitaine Hardigan, le lieutenant Villette, le maréchal des logis-chef Nicol, lui-même accompagné de son cheval Va-d'l'avant et de son chien Coupe-à-Cœur.

## Thème
Le roman permet à Jules Verne de mettre en confrontation la vie saharienne des Touareg et le monde de la science et de la technique incarné par l'ingénieur et sa troupe. Alors qu'on aurait pu s'attendre à une domination scientifique, l'ingénieur est fait prisonnier et, s'il triomphe finalement, ce n'est pas en se rendant maître de la nature mais grâce à un tremblement de terre providentiel.

### Une écofiction
Christian Chelebourg, dans son article L'Invasion de la mer : une écofiction coloniale, relève la dimension écologique du roman. Il le qualifie ainsi de « ... roman dont les questionnements font écho aux préoccupations environnementales actuelles face aux grands projets d'aménagement du territoire ». Mais il nuance son propos en ajoutant plus loin : « Sa [celle de Jules Verne] conception des écosystèmes et sa conscience de la fragilité des équilibres qui distinguent un terroir sont donc empreintes de clairvoyance. Cela dit, rien n'indique que leur préservation lui apparaisse comme une priorité. » Après avoir fait état d'autres exemples touchant le domaine de l'écologie dans l’œuvre de Jules Verne, le chercheur poursuit en citant cette réflexion de l'écrivain : « Décidément, [...] les ingénieurs modernes ne respectent plus rien ! Si on les laissait faire, ils combleraient les mers avec les montagnes et notre globe ne serait qu'une boule lisse et polie comme un œuf d'autruche, convenablement disposée pour l’établissement des chemins de fer. »

## Édition
Le roman a été réédité en 1978 (suivi de Martin Paz) dans la collection 10/18, avec une préface de Léon Blum et une introduction de Francis Lacassin  (ISBN 2-264-00894-6) et en février 2003 à Tunis par les éditions Cérès, avec une préface de Jean-Pierre Picot (ISBN 9973-19-571-X).